# Two Hearts
Two Hearts is een nummer van de Britse muzikant Phil Collins en afkomstig van de soundtrack van de film Buster uit 1988. Het nummer is geschreven en geproduceerd door Collins en Lamont Dozier. Het nummer werd op 7 november 1988 wereldwijd uitgebracht op single.

## Achtergrond
De single werd een wereldwijde hit en stond in 19 landen genoteerd in de hitlijsten. In de Verenigde Staten ( Billboard Hot 100), Canada, Japan en Denemarken bereikte de single de nummer 1-positie. In Duitsland en Ierland werd de 3e positie bereikt, in Australië de 13e, Nieuw-Zeeland de 21e en in Collins' thuisland het Verenigd Koninkrijk werd de 6e positie behaald in de UK Singles Chart.
In Nederland werd de single veelvuldig gedraaid op de landelijke radiozenders en werd een hit in de destijds twee hitlijsten. De single bereikte de 6e positie in de Nationale Hitparade Top 100 en piekte op de 5e positie in de Nederlandse Top 40.
In België bereikte de single de 3e positie in zowel de voorloper van de Vlaamse Ultratop 50 als de Vlaamse Radio 2 Top 30.
Two Hearts won in 1989 een Golden Globe voor beste film lied en een Grammy Award voor beste nummer geschreven voor film of tv-programma.

## Hitnoteringen

### Nederlandse Top 40
| Positie: | 29 | 18 | 12 | 10 | 6 | 5 | 10 | 18 | 36 | 40 | uit |

### Nationale Hitparade Top 100
| Positie: | 72 | 35 | 19 | 12 | 8 | 6 | 6 | 12 | 17 | 28 | 49 | 62 | 71 | 91 | uit |

### Vlaamse Ultratop 50
| Positie: | 19 | 12 | 10 | 6 | 6 | 3 | 3 | 5 | 6 | 11 | 12 | 21 | 39 | uit |

### NPO Radio 2 Top 2000
| Nummer met noteringen in de NPO Radio 2 Top 2000 | '99  | '00 | '01  | '02  | '03  | '04  | '05  | '06  | '07 | '08  |
| ------------------------------------------------ | ---- | --- | ---- | ---- | ---- | ---- | ---- | ---- | --- | ---- |
| Two Hearts                                       | 1589 | -   | 1767 | 1669 | 1600 | 1726 | 1834 | 1846 | -   | 1932 |

1. ↑  Een '-' betekent dat het nummer niet was genoteerd en een vetgedrukt getal geeft de hoogste notering aan.
2. ↑  Deze tabel is bijgewerkt tot en met de laatste editie (2024).